# Лапка (дворянский род)
Лапка (пол. Lapka, бел. Лапка) — дворянский род, герба Дружина, восходящий к началу XVI века. Происходят из Минского повета в Великом княжестве Литовском, первое упоминание датируется 1655 годом. В средине XVII века Станислав Станиславович Лапа наделён вотчинами, на которое его уполномочил царь Алексей Михайлович. Семейство распалось на несколько ветвей.

## Описание герба
В поле червлёном река серебряная, текущая сверху вниз, с правой стороны в левую, по кривой линии. В нашлемнике виден выходящий лев золотой между двумя трубами сербряными с бубенчиками золотыми.